# Cratere Shasenem
Shasenem  è un cratere sulla superficie di Venere.